# غاريقون أشعث
غاريقون أشعث (الاسم العلمي:Agaricus hirtus) هو نوع من الفطريات يتبع جنس الغاريقون من الفصيلة الغاريقونية.